# アンドレアス・シェルデルップ
アンドレアス・レーデルガール・シェルデルップ（Andreas Rædergård Schjelderup, 2004年6月1日 - ）は、ノルウェー・ヌールラン県ボードー出身のサッカー選手。プリメイラ・リーガ・SLベンフィカ所属。ポジションはMF。

## クラブ経歴

### キャリア初期
2014年に地元のFKボデ/グリムトのユースアカデミーに入所。2019年に15歳でBチームに帯同するなど、当初からユースチームでもずば抜けた存在とされていたが、次第にチームとの方針が合わなくなり、2020年シーズン途中でユースアカデミーを退所。

### ノアシェラン
退所後はFCバイエルン・ミュンヘン、リヴァプールFC、ユヴェントスFC、トッテナム・ホットスパーFCなどの名だたる強豪チームの練習に参加。同年7月にFCノアシェランと契約。
U-19リーグで結果を出すと、2021年2月に一気にトップチームに昇格。同月7日のオールボーBK戦で先発で起用され、デンマーク・スーペルリーガ史上13番目の若さとなる16歳248日でプロデビュー。3月12日のリンビーBK戦では、後半追加タイムにプロ初ゴールを記録。更に21日のスナユスケ・フッボルト戦では2ゴールを決め、リーグ史上最年少のマルチゴールを達成し、試合も2-1で勝利した。

### ベンフィカ
2023年1月12日、2028年までの契約でSLベンフィカに移籍した。

## 代表歴
プロデビュー前の2019年から、各ユース世代のノルウェー代表に招集されている。
2024年6月5日、コソボ代表との親善試合でA代表初出場。

## 個人成績
2023年7月1日現在 
| クラブ       | シーズン     | リーグ                     | リーグ戦 | リーグ戦 | カップ戦 | カップ戦 | 国際大会 | 国際大会 | その他 | その他 | 合計 | 合計 |
| クラブ       | シーズン     | リーグ                     | 出場     | 得点     | 出場     | 得点     | 出場     | 得点     | 出場   | 得点   | 出場 | 得点 |
| ------------ | ------------ | -------------------------- | -------- | -------- | -------- | -------- | -------- | -------- | ------ | ------ | ---- | ---- |
| ノアシェラン | 2020-21      | デンマーク・スーペルリーガ | 16       | 3        | -        | -        | -        | -        | -      | -      | 16   | 3    |
| ノアシェラン | 2021-22      | デンマーク・スーペルリーガ | 22       | 4        | 1        | 0        | -        | -        | -      | -      | 23   | 4    |
| ノアシェラン | 2022-23      | デンマーク・スーペルリーガ | 17       | 10       | 0        | 0        | -        | -        | -      | -      | 17   | 10   |
| ノアシェラン | クラブ通算   | クラブ通算                 | 55       | 17       | 1        | 0        | -        | -        | -      | -      | 56   | 17   |
| ベンフィカ   | 2022-23      | プリメイラ・リーガ         | 1        | 0        | 0        | 0        | 1        | 0        | -      | -      | 2    | 0    |
| ベンフィカB  | 2022-23      | セグンダ・リーガ           | 5        | 1        | -        | -        | -        | -        | -      | -      | 5    | 1    |
| キャリア通算 | キャリア通算 | キャリア通算               | 61       | 18       | 1        | 0        | 1        | 0        | 0      | 0      | 63   | 18   |